# Lécithinase C
Une lécithinase C est une hydrolase qui catalyse la réaction,, :
phosphatidylcholine + H2O  {\displaystyle \rightleftharpoons }  1,2-sn-diacylglycérol + phosphocholine.
L'enzyme bactérienne utilise un cation de zinc comme cofacteur ; elle agit également sur la sphingomyéline et sur le phosphatidylinositol. L'enzyme du plasma sanguin, en revanche, n'agit pas sur le phosphatidylinositol.